# اصطدام (علم الفلك)

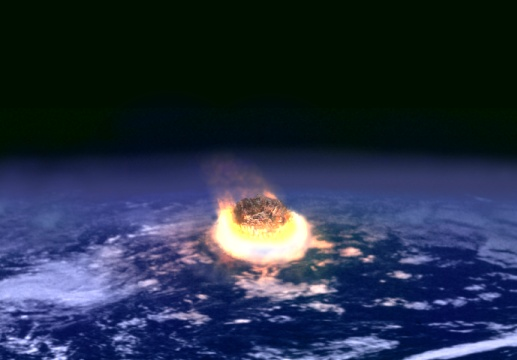
رسم تخيلي لاصطدام. إن اصطدام كويكب قطره بضعة كيلومترات مع الأرض يُمكن أن يُولد طاقة تعادل ما تطلقه عدة ملايين من القنابل النووية.

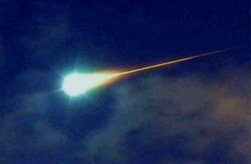
كرة نارية تدخل الغلاف الجوي.

الاصطدام هو تصادم نيزك أو كويكب أو مذنب أو جرم سماوي كبير آخر مع الأرض أو أي كوكب غيرها. خلال التاريخ المسجل، تم تسجيل مئات الاصطدامات الصغيرة (أو الانفجارات القادمة من السماء)، مع بعض الحوادث التي تسبب وفيات أو جرحى أو أضرارٍ بالممتلكات أو خسائر أخرى. يُمكن لاصطدام يَضرب وسط البحر أو المحيط أن يُسبب تسونامي، والتي يُمكن أن تسبب دماراً في كلا البحر والأرض قرب السواحل.
آخر اصطدام كبير معروف حدث في كآلي، إستونيا حوالي 700 ق.م. كانت الاصطدامات موضوعاً وعنصراً هاماً للعديد من قصص وأفلام الخيال العلمي عبر التاريخ، وربما ساهمت الاصطدامات الحقيقية المُسجلة عبر التاريخ بتحفيز مثل هذه الأفكار.

## نظرة عامة
يمكن تعريف الاصطدام على أنه تصادم الأجرام الفلكية التي تسبب تأثيرات قابلة للقياس. يمتلك الاصطدام عواقب مادية، بل ووُجد أنه يحدث بانتظام في النظم الكوكبية، ويتألف غالبًا من الكويكبات أو المذنبات أو النيازك، ويمتلك الاصطدام تأثيرًا ضئيلًا عند حدوثه. ولكن من المحتمل أيضًا حدوث عواقب مادية وبيولوجية كبيرة عندما تصطدم الأجرام الكبيرة على الكواكب الأرضية مثل الأرض، وذلك على الرغم من أن الغلاف الجوي يخفف من التصادم السطحي أثناء مرور هذه الأجرام الكبيرة خلاله.
تُعتبر الفوهات والهياكل الصدمية من الأشكال المهيمنة على العديد من أجرام النظام الشمسي الصلبة، إذ يُعتبر كلًا من تواترها وحجمها أقوى دليلًا تجريبيًا على ذلك.
يبدو أن حوادث الاصطدام قد لعبت دورًا مهمًا في تطوير النظام الشمسي منذ تكوينه، إذ أثرت الاصطدامات الرئيسية التي حصلت عبر التاريخ على شكل الأرض بشكل كبير، بل وساهمت في تكوين نظام الأرض والقمر (فرضية الاصطدام العملاق)، والتاريخ التطوري للحياة، وأصل الماء على الأرض، والعديد من الانقراضات الجماعية (حدث انقراض).
يُعتقد أن انقراض العصر الطباشيري-الثلاثي يعود لحادثة اصطدام فوهة تشيكشولوب الذي حصل منذ حوالي 66 مليون عامًا في فترة ما قبل التاريخ.
أُبلغ عن مئات الاصطدامات الأرضية (والنيازك المتفجرة) على مدار التاريخ المُسجل، مع بعض الأحداث التي تسببت في حصول وفيات أو إصابات أو أضرار في الممتلكات أو غيرها من العواقب ذات التأثير الكبير.
يُعتبر انفجار «تونغوسكا» الذي وقع في سيبيريا في روسيا عام (1908)، أحد أهم الاصطدامات المُسجلة في العصر الحديث، ويُعد نيزك «تشيليابنسك» الذي اصطدم بالأرض في عام (2013) هو الحادث الوحيد المُسجل في العصور الحديثة، والذي أسفر عن وقوع العديد من الإصابات بصفته أكبر جرم مُسجل اصطدم بالأرض منذ حدث «تونغوسكا»، باستثناء اصطدام «تشينغ يانغ» الذي حصل عام (1490) في الصين.
قدم اصطدام «شوميكار-ليفي 9» أول رصد مباشر لتصادم أجرام النظام الشمسي خارج الكرة الأرضية، حيث انفصل المذنب واصطدم بكوكب المشتري في يوليو عام 1994. ولوحظ اصطدامًا آخرًا خارج المجموعة الشمسية في عام 2013، حيث اكتُشف تصادم هائل حول النجم ID8 الموجود في المجموعة النجمية (NGC 2547) بواسطة مقراب سببيتزر الفضائي التابع لوكالة ناسا، والذي أكدته عمليات الرصد الأرضية.
ذكرت مؤسسة B612 في تقرير نشرته في أبريل عام 2018 «أن كوكب الأرض سيُضرب بشكل مؤكد 100 % بواسطة كويكب مدمر، لكننا لسنا متأكدين 100 % متى سيحدث ذلك»، بل واعتبر الفيزيائي ستيفن هوكينج في كتابه الأخير «إجابات مختصرة لأسئلة كبيرة» الذي نُشر عام 2018 «أن تصادم الكويكب بكوكب الأرض هو أكبر تهديد لها».
حذر المجلس الوطني الأمريكي للعلوم والتكنولوجيا في يونيو عام 2018، من أن أمريكا غير مهيأة لحدث تصادم الكويكب بالأرض، بل وقد طورت وأصدرت «خطة عمل إستراتيجية وطنية للتهيؤ لاصطدام الأجرام القريبة من الأرض» من أجل الاستعداد بشكل أفضل في حال حدوث اصطدام.
سوف تحتاج ناسا إلى خمس سنوات على الأقل من التحضير قبل بدء مهمة التصدي للكويكب، وذلك وفقًا لشهادة خبراء الكونغرس الأمريكي التي صدرت في عام 2013.

## الأحجام ومعدل الحوادث
كثيراً ما تتصادم الأجسام الصغيرة مع الأرض. هناك علاقة عكسية بين حجم الجسم ومعدل اصطدام الأجسام من حجمه بالأرض. فمثلاً، يَضرب كويكب بقطر كيلومتر واحدٍ الأرض كل 500,000 عام بالمتوسط. أما الاصطدامات الكبيرة - مع أجسام بقطر 5 كيلومترات - فتحدث تقريباً مرة كل 10 ملايين عام. آخر اصطدام معروف لجسم بقطر 10 كيلومترات أو أكثر كان عند انقراض العصر الطباشيري-الثلاثي قبل 65 مليون عام.
الكويكبات التي تملك قطراً يَتراوح من 5 إلى 10 أمتار تدخل غلاف الأرض الجوي مرة في العام تقريباً، وتطلق طاقة تعادل قنبلة هيروشيما، وهذا ما يُساوي 15 كيلوطن تقريباً من المتفجرات. لكن هذه الأجسام تنفجر عادة في الغلاف الجوي العلوي، ومعظم أو كل المواد الصلبة تتبخر. الأجسام التي تملك قطراً أعلى من 50 متراً تضرب الأرض مرة كل ألف سنة تقريباً، وتولد انفجارات تشبه الانفجار المعروف الذي حدث فوق تونغاسكا عام 1908.
الأجسام التي تملك قطراً أقل من 10 أمتار تسمى النيازك (أو الأحجار النيزكية إذا ما اصطدمت بالأرض). يُقدر عدد الأحجار النيزكية التي تصل إلى سطح الأرض بـ500 كل عام، لكن في العادة 5 أو 6 منها فقط تسترجع ويَتعرف عليها العلماء.

## الاصطدامات والكرة الأرضية
أثرت الاصطدامات الرئيسية التي حصلت عبر التاريخ على شكل الأرض بشكل كبير، بل وساهمت في تكوين نظام الأرض والقمر (فرضية الاصطدام العملاق)، والتاريخ التطوري للحياة، وأصل الماء على الأرض، والعديد من الانقراضات الجماعية (حدث انقراض).
نتجت الهياكل الصدمية عن أحداث اصطدامات الأجرام الصلبة، والتي تقدم الدليل الأقوى على أحداث ما قبل التاريخ، نظرًا لكونها تُشكل غالبية أنواع هذه الأجرام. تشمل الاصطدامات الجديرة بالملاحظة كلًا من القصف الشديد المتأخر، الذي حدث في وقت مبكر من تاريخ نظام الأرض-قمر، واصطدام تشيكشولوب، الذي حصل قبل 66 ميلون عامًا، والذي يُعتقد أنه سبب انقراض العصر الطباشيري-الثلاثي.

### التردد والمخاطر
تصطدم الأجرام الصغيرة بالأرض كثيرًا، إذ يوجد علاقة عكسية بين حجم الجرم ومعدل تكرار الاصطدامات. يُظهر سجل حوادث اصطدام الفوهات القمرية تناقصًا في معدل الاصطدامات بشكل متناسب مع قطر مكعب الفوهة الناتجة تقريبًا، والذي يتناسب بدوره مع متوسط قطر الجرم المرتطم. تضرب الكويكبات التي يبلغ قطرها كيلو مترًا واحدًا (0.62 ميلًا) الأرض كل 500 ألف عامًا بشكل وسطي، وتحدث التصادمات الكبيرة -مع أجرام يبلغ قطرها 5 كيلو مترًا (3 ميلًا) - مرة واحدة كل عشرين مليون عامًا تقريبًا. حدث آخر تصادم ملحوظ لجرم يبلغ قطره 10 كيلو مترًا (6 ميلًا) أو أكثر، في حدث انقراض العصر الطباشيري-الثلاثي قبل 66 مليون عامًا.
تتناسب الطاقة المنبعثة عن الصدم مع قطر وكثافة وسرعة وزاوية الجرم، ولا يمكن عمومًا تقدير قطر معظم الكويكبات القريبة من الأرض والتي لم تُدرس بواسطة الرادار أو باستخدام الأشعة تحت الحمراء. تُفترض قيمة كثافة الجرم بشكل عام، نظرًا لأنه تُقدر أيضًا قيمة كلًا من كتلة وقطر الجرم. يبلغ الحد الأدنى لسرعة تصادم الأجرام تبعًا لسرعة إفلات الأرض، نحو 11 كيلو مترًا / ثانية، وسرعة الاصطدام الكويكبي مع الأرض نحو 17 كيلو مترًا / ثانية، وتبلغ زاوية الاصطدام الأرجح نحو 45 درجة.
يحدد كلًا من ظروف الاصطدام مثل حجم الكويكب وسرعته، وأيضًا كثافة وزاوية الاصطدام، الطاقة الحركية المنبعثة عن الاصطدام، إذ يزيد حجم الضرر الحاصل على الأرض بالتناسب مع كمية الطاقة المُنبعثة نتيجة الاصطدام، وذلك تبعًا للآثار البيئية الناجمة عن هذا الاصطدام. يُمكن أن تظهر هذه الآثار على شكل موجات صادمة، أو إشعاع حراري، أو على شكل فوهات مع الزلازل التي قد تنتج عن التصادم، وأحيانًا تسونامي إذا ضُربت المسطحات المائية. تُعتبر المُجتمعات البشرية عُرضةً لهذه الآثار البيئية، وذلك إذا كانوا يعيشون داخل المنطقة المتضررة. بل ويمكن أن تحدث موجات المد البحيري الضخمة الناتجة عن الزلازل أو نواتج الحطام الكبيرة الحجم التي تتشكل خلال دقائق بعد الاصطدام، على بعد آلاف الكيلومترات من منطقة الاصطدام.

#### الانفجارات الهوائية
تدخل الكويكبات الصخرية التي يبلغ قطرها 4 أمتار (13 قدمًا) الغلاف الجوي الأرضي مرة واحدة سنويًا تقريبًا، وتدخل الكويكبات التي يبلغ قطرها 7 أمتار الغلاف الجوي الأرضي مرة كل 5 سنوات قريبًا، بل وتنشر نفس قيمة الطاقة الحركية التي تسقطها قنبلة هيروشيما الذرية (نحو 16 كيلو طنًا من مادة تي إن تي)، ولكن يُخفف الانفجار الهوائي إلى نحو 5 كيلو طنًا فقط. تنفجر الأجرام عادةً في طبقة الغلاف الجوي العلوي، وتتبخر معظم أو كل المواد الصلبة. ومع ذلك، فإن الكويكبات التي يبلغ قطرها 20 مترًا (66 قدمًا)، والتي تضرب الأرض مرتين تقريبًا كل قرن، تنتج مزيدًا من الانفجارات الهوائية القوية.
قُدّر قطر فوهة نيزك تشيكشولوب الذي ضرب الأرض عام 2013، بنحو 20 مترًا مع انفجار جوي بلغ حجمه نحو 500 كيلو طنًا، وقد كان الانفجار أكبر بمقدار 30 مرة من انفجار هيروشيما. قد تؤثر الأجرام الأكبر حجمًا على الأرض الصلبة وتُحدث حفرةً فيها.

### الأهمية الجيولوجية
خلال تاريخ الأرض كان للاصطدامات تأثير جيولوجي ومناخي مهم.
على نطاق واسع، يُعزى وجود القمر إلى اصطدام ضخم حديث في وقت مبكر من تاريخ الأرض. كان للاصطدامات التي حدثت في وقت سابق من تاريخ الأرض تأثيرات تكوينية وتدميرية؛ اقتُرح أن المذنبات أوصلت المياه إلى الأرض، واقترح بعض العلماء أن الاصطدامات أثرت على أصول الحياة عن طريق جلب مواد كيميائية عضوية أو أشكال حياة أخرى إلى سطح الأرض، وهي نظرية تعرف باسم النشوء الخارجي.
لم تُطرح هذه الآراء الجديدة لتاريخ الأرض إلا مؤخرًا نسبيًا، ويرجع ذلك أساسًا إلى نقص الرصد المباشرة للأدلة وصعوبة التعرف على علامات الاصطدامات الأرضية بسبب اختفائها بفعل التعرية والعوامل الجوية. من النادر حدوث اصطدامات أرضية واسعة النطاق من النوع الذي أنتج فوهة بارينجر، والمعروفة محليًا باسم الفوهة النيزكية، الموجودة شمال شرق فلاغستاف، أريزونا. بدلًا من ذلك، كان يُعتقد على نطاق واسع أن الفوهات نتجت عن أنشطة بركانية: مثلًا، نُسبت فوهة بارينجر إلى انفجار بركاني حدث في عصور ما قبل التاريخ (هذه ليست فرضية غير معقولة، لأن قمم سان فرانسيسكو البركانية تبعد عن الفوهة 48 كيلومتر غربًا). وبالمثل، نُسبت الفوهات القمرية إلى أنشطة بركانية.
لم يُعرف السبب الصحيح لتكون فوهة بارينجر حتى الفترة بين عامي 1903 و1905، ولم يثبت البحث الذي أجراه يوجين ميرل شوميكر هذه الفرضية بشكل قاطع حتى عام 1963. أظهرت نتائج استكشاف الفضاء في أواخر القرن العشرين وأبحاث العلماء على غرار شوميكر أن تأثير تكون الفوهات كان بدرجة كبيرة العملية الجيولوجية الأكثر انتشارًا وتأثيرًا على الأجرام الصلبة في النظام الشمسي. تبين أن جميع الأجرام الصلبة التي اكتُشفت في النظام الشمسي تعرضت للاصطدامات، ولا يوجد سبب للاعتقاد بأن الأرض نجت بطريقة ما من هذا القصف الفضائي. في العقود الأخير من القرن العشرين، اكتُشف عدد كبير من الفوهات التصادمية ذات التأثير الكبير للغاية. رُصد أول اصطدام كبير مباشر في عام 1994 حين اصطدام مذنب شوميكار ليفي 9 بكوكب المشتري.
بناءً على معدلات تكون الفوهات على القمر، استنتج علماء الجيولوجيا الفلكية أنه خلال آخر 600 مليون سنة، اصطدمت الأرض بـ 60 جرم بقطر 5 كيلومترات (3 ميل) أو أكثر. أدى أصغر هذه التصادمات إلى تكون فوهة بقطر 100 كيلومتر (60 ميل). اكتُشفت ثلاث فوهات مؤكدة فقط من تلك الفترة الزمنية بهذا القطر أو أكثر: تشيكشولوب وبوبيجاي ومانيكواغان، ويشتبه العلماء أن هذه التصادمات أدت إلى أحداث انقراض. أدى الاصطدام الذي شكل فوهة ميستاستين إلى توليد درجات حرارة تجاوزت 2370 درجة مئوية، وهي أعلى درجة معروفة حدثت على سطح الأرض.
إلى جانب التأثير المباشر للاصطدامات الكويكبية على التضاريس السطحية للكواكب والمناخ العالمي والحياة، أظهرت الدراسات الحديثة أن العديد من الاصطدامات المتتالية قد تكون أثرت على آلية الدينامو في لبّ الكواكب المسؤولة عن الحفاظ على الحقل المغناطيسي للكواكب، وقد تكون هذه التصادمات أحد أسباب افتقار المريخ لحقل مغناطيسي. قد تسبب التصادمات ظهور عمود وشاحي (نشاط بركاني) عند النقطة المتقابلة للاصطدام. قد يكون اصطدام تشيككسولوب أدى إلى زيادة النشاط البركاني في مرتفعات ظهر المحيط وقد اقتُرح أنه تسبب في فيضانات بركانية بازلتية في مصاطب الدكن.
اكتُشف العديد من الفوهات التصادمية على الأرض أو في البحار الضحلة فوق الرف القاري، لكن لم يُؤكد وجود أي فوهة في أعماق المحيطات على نطاق واسع من قبل المجتمع العلمي. يُعتقد عمومًا أن المقذوفات التي يصل قطرها إلى كيلومتر واحد تنفجر قبل الوصول إلى قاع البحر، ولكن من غير المعروف ما يمكن أن يحدث إذا اصطدم جرم أكبر بكثير بأعماق المحيط. مع ذلك، فإن عدم وجود فوهات في قاع البحار لا يعني أن التصادمات المحيطية لن يكون لها آثار خطيرة على البشرية. وفقًا لبعض العلماء، قد يؤدي اصطدام نيزكي بالمحيط إلى حدوث ميجاتسونامي، والذي يمكن أن يتسبب في دمار في البحر وعلى اليابسة على طول الساحل، ولكن هذا الأمر هو موضع خلاف بين العلماء. يُعتقد أن اصطدام إلتانين بالمحيط الهادئ، الذي حدث قبل 2.5 مليون سنة، نتج عن جرم بقطر يتراوح بين 1 و4 كيلومترات (0.62 و2.49 ميل) لكنه لم ينتج أيّ فوهة.